# St. Georg (Mariehamn)

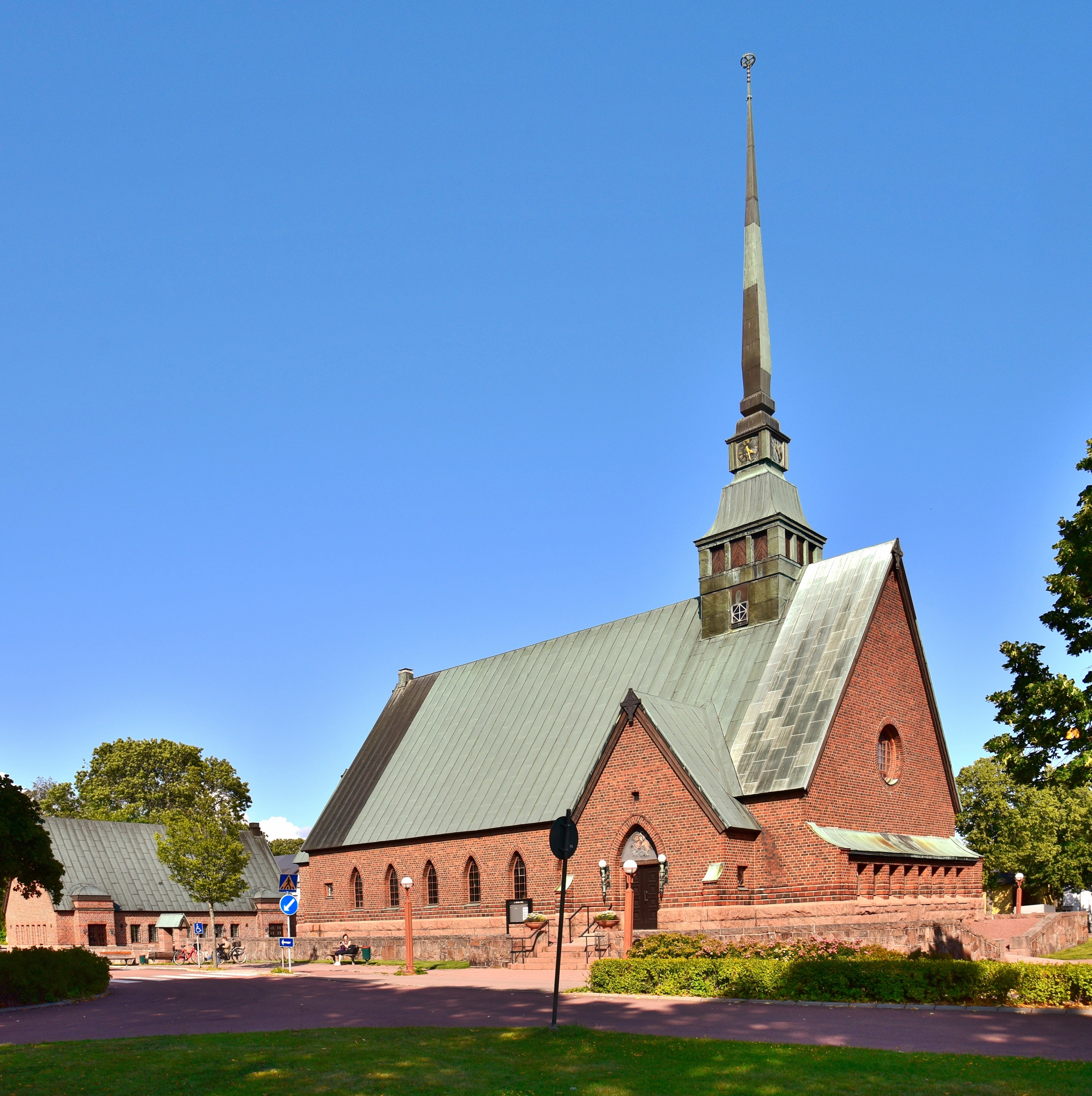
St. Georg in Mariehamn

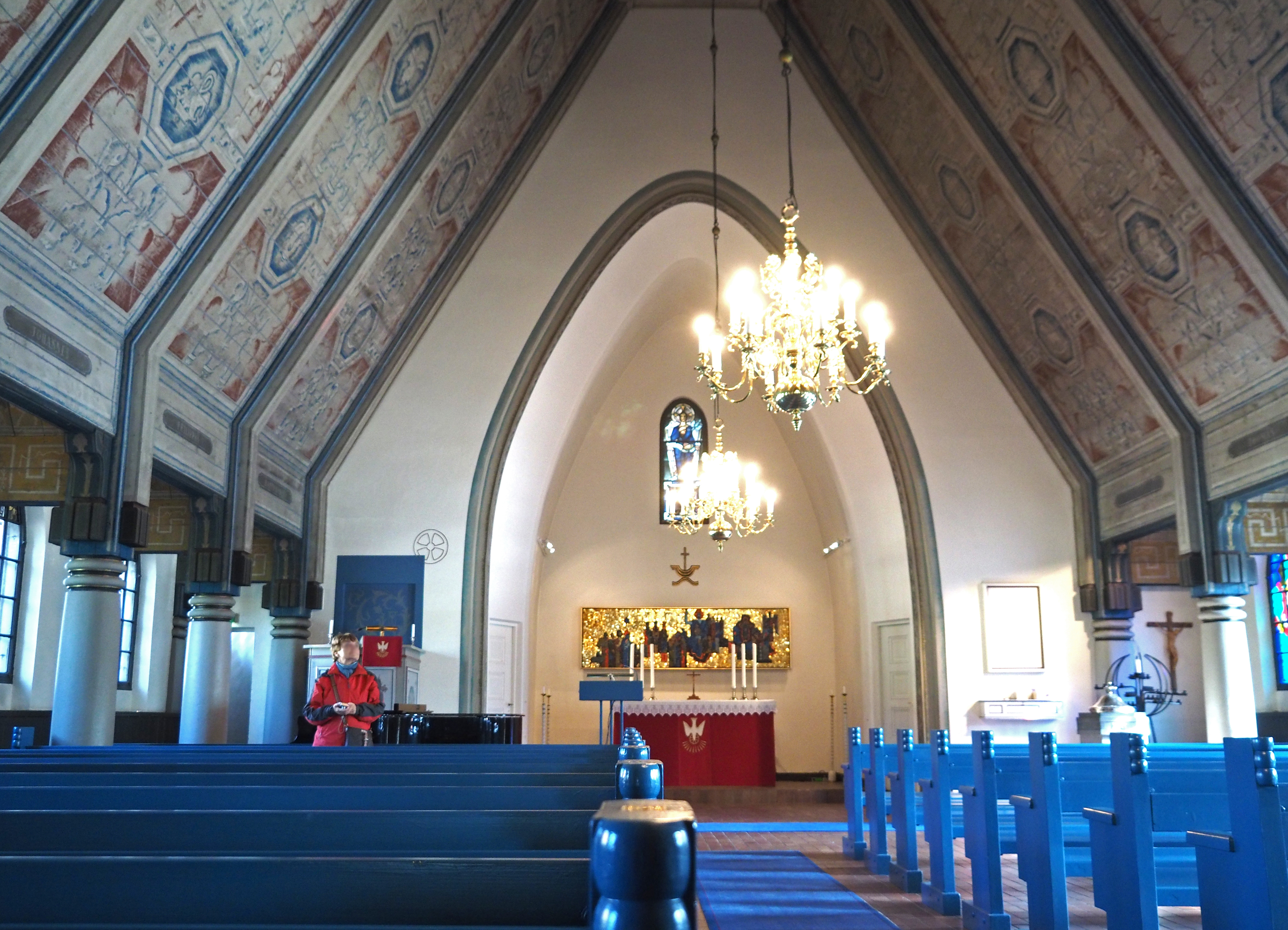
Innenraum

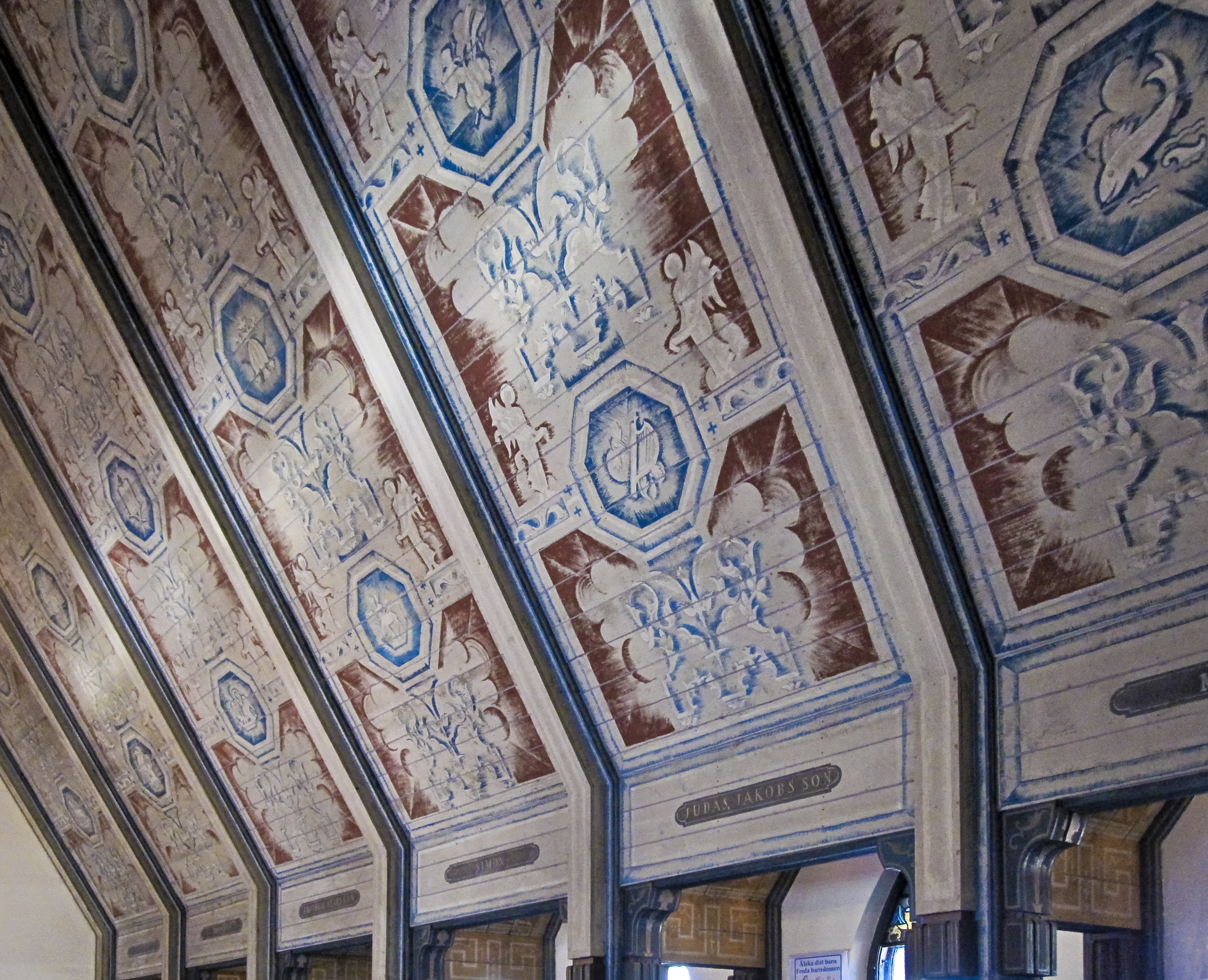
Deckengemälde

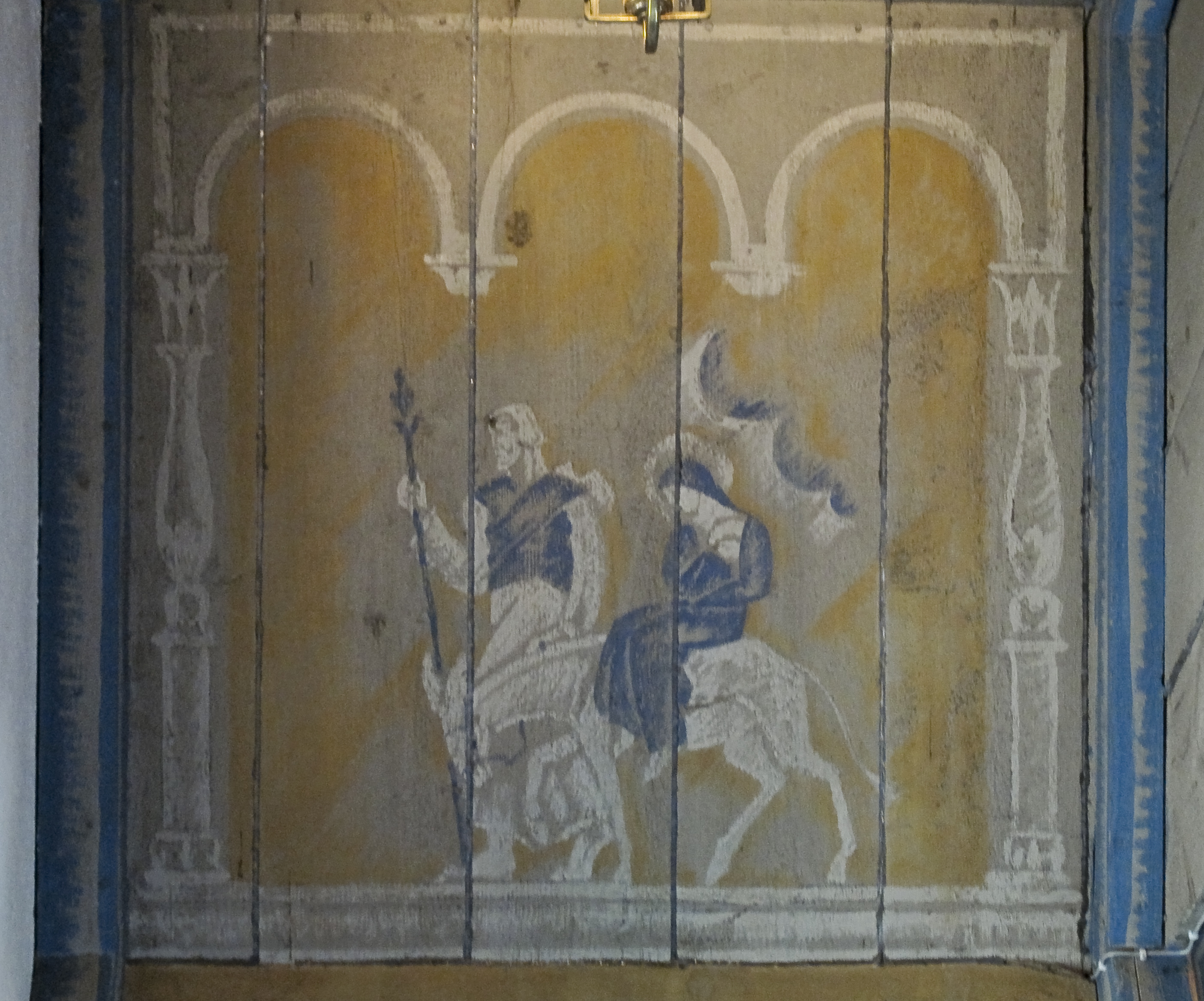
Deckenmalerei im Seitenschiff

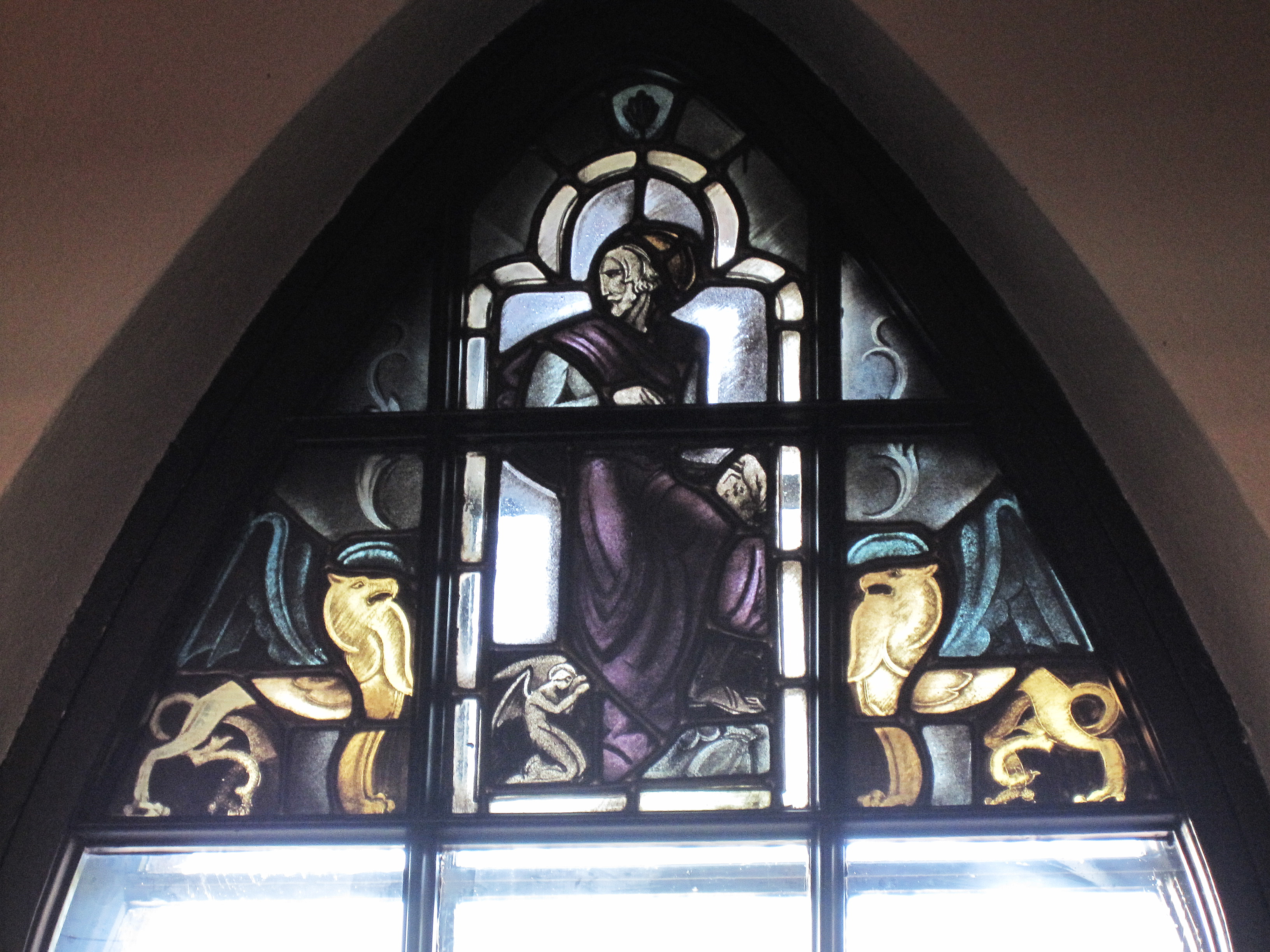
Glasmalerei Apostel

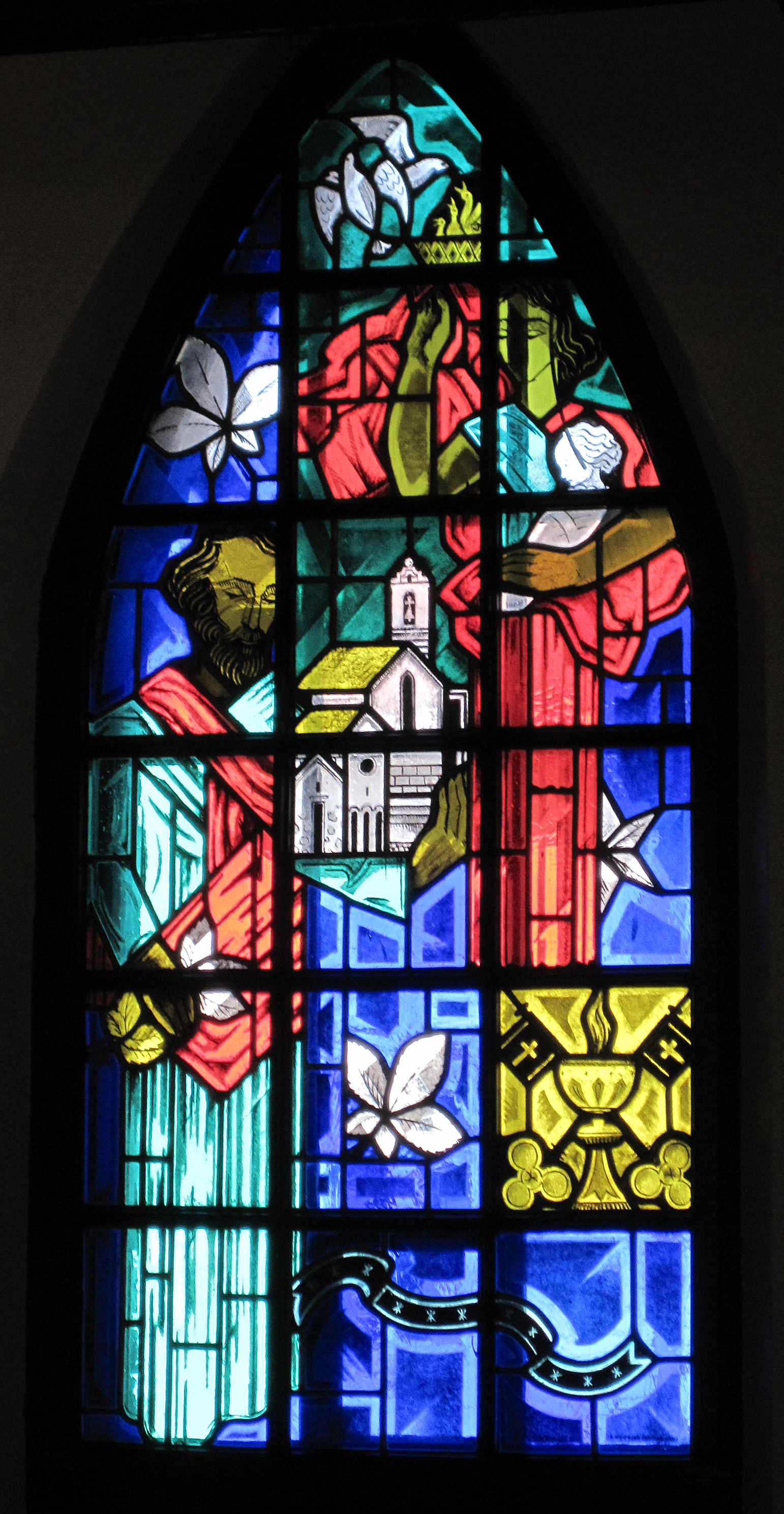
Glasmalerei

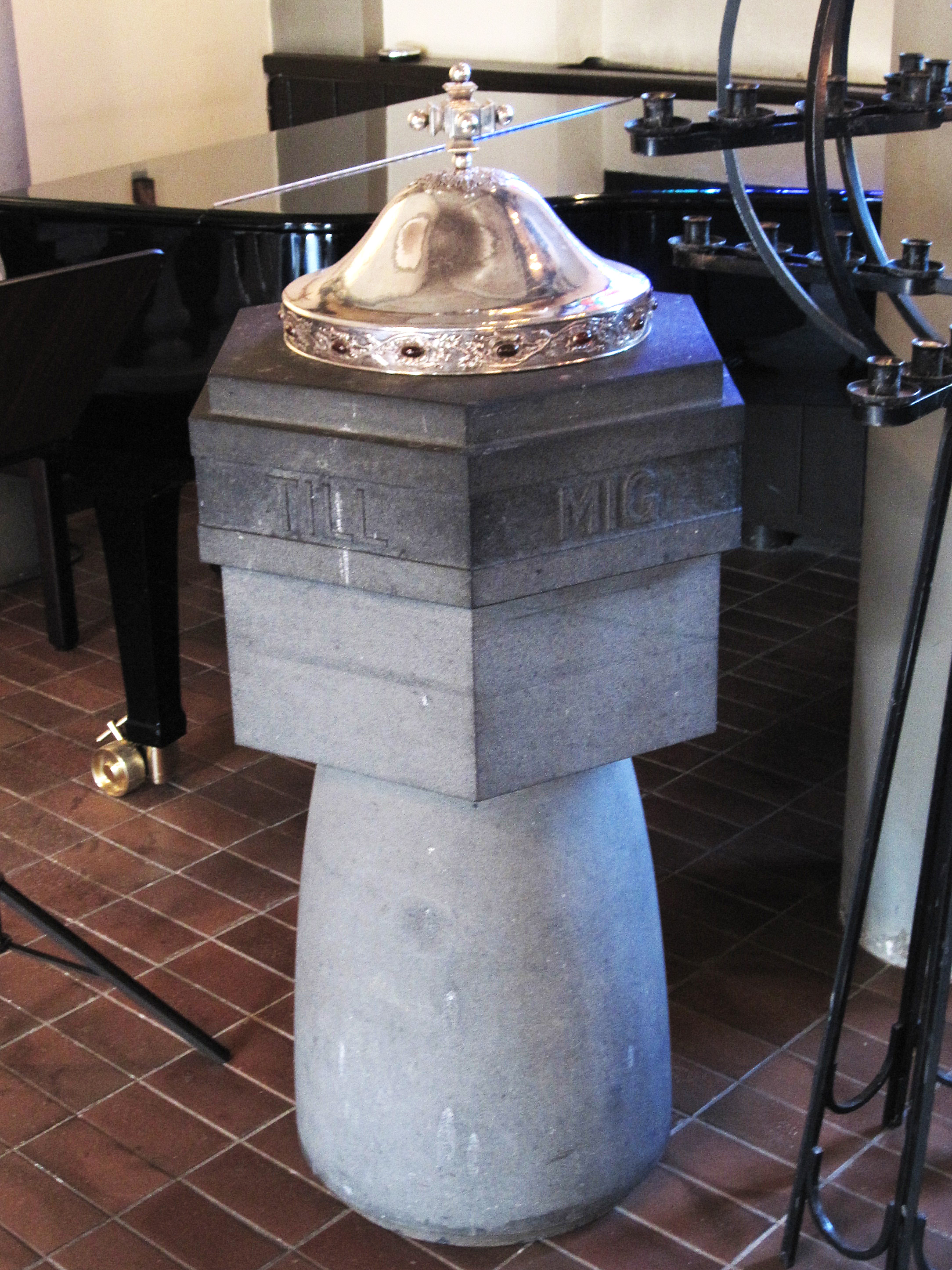
Taufe

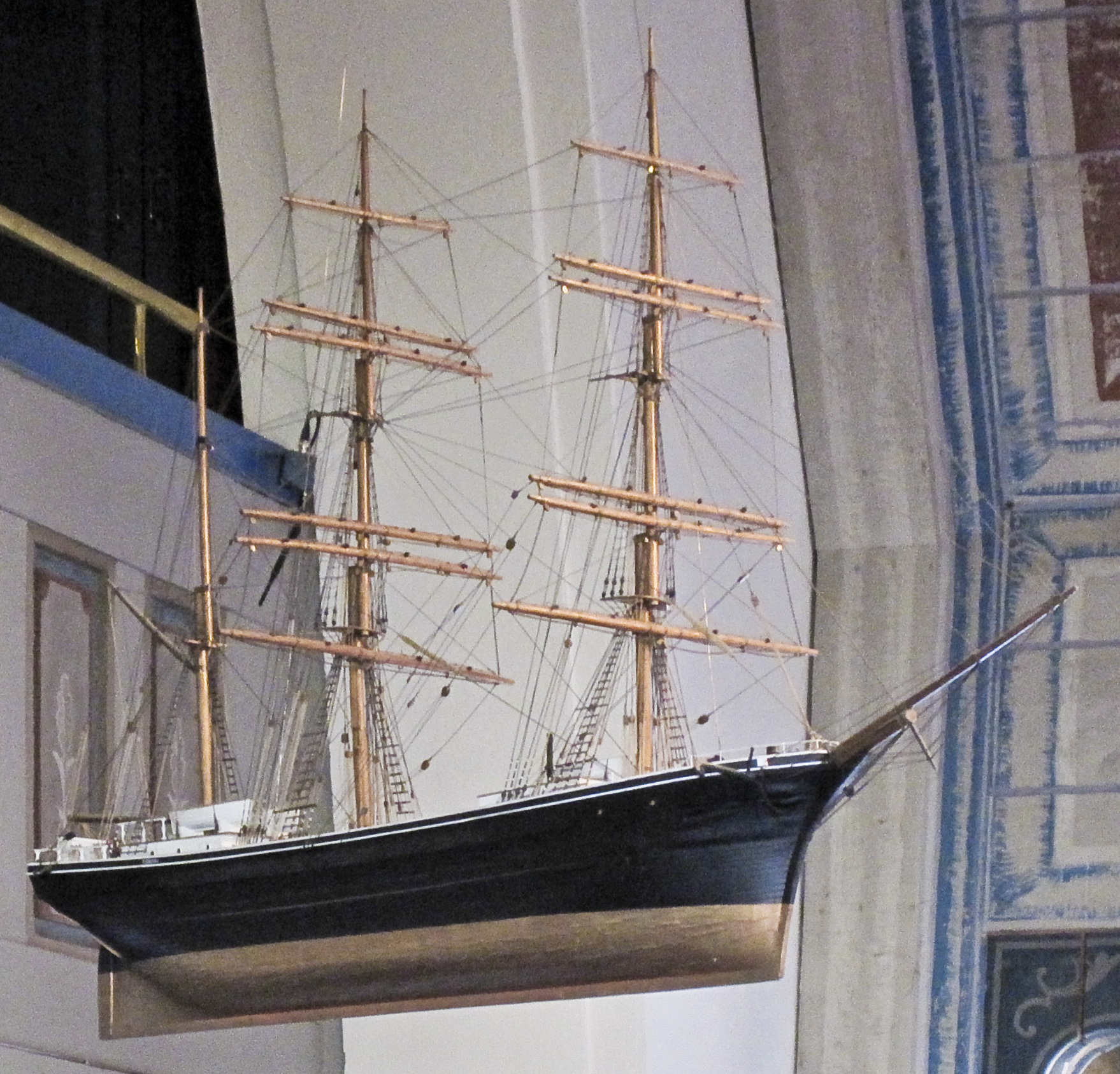
Votivschiff

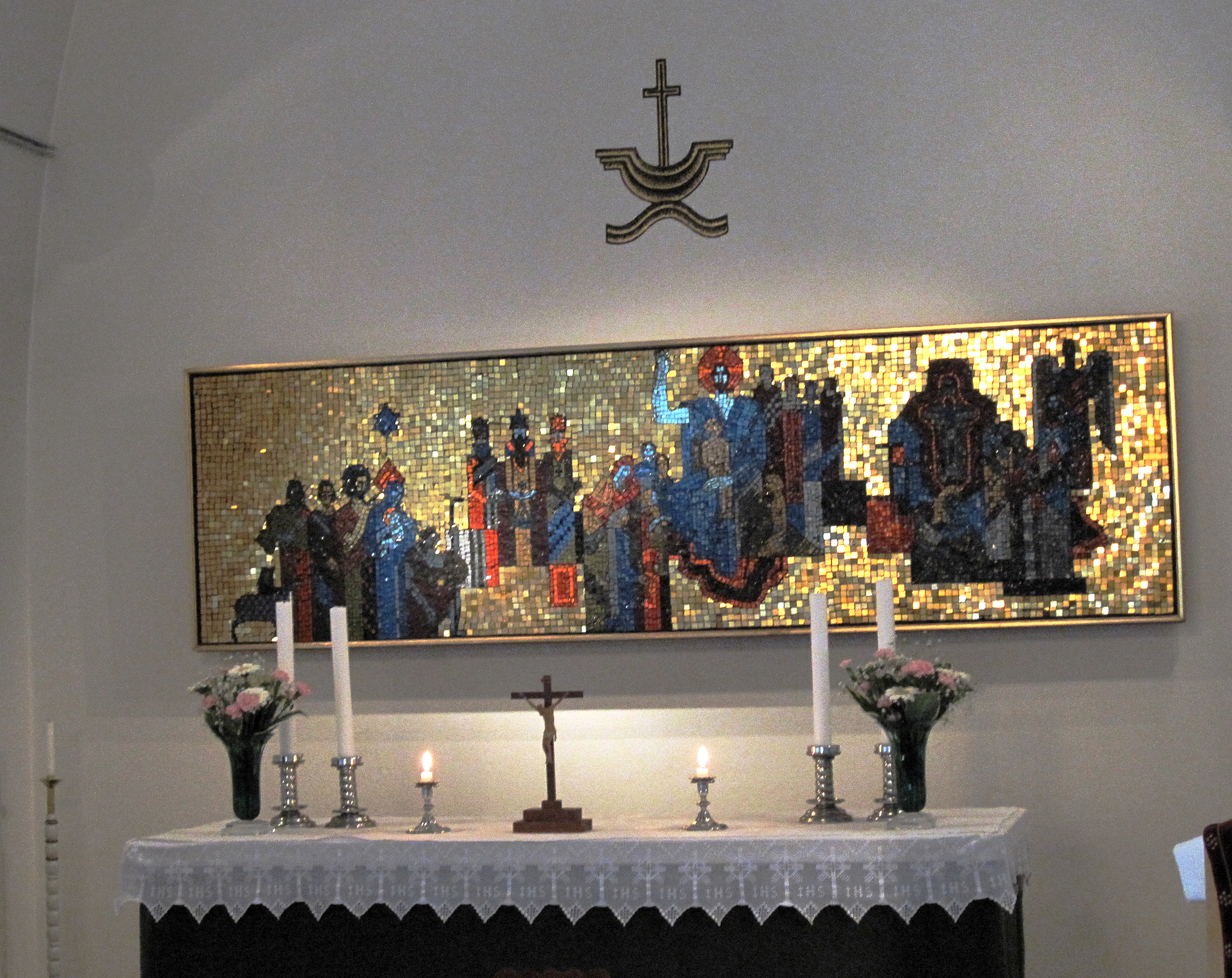
Altar mit Mosaik

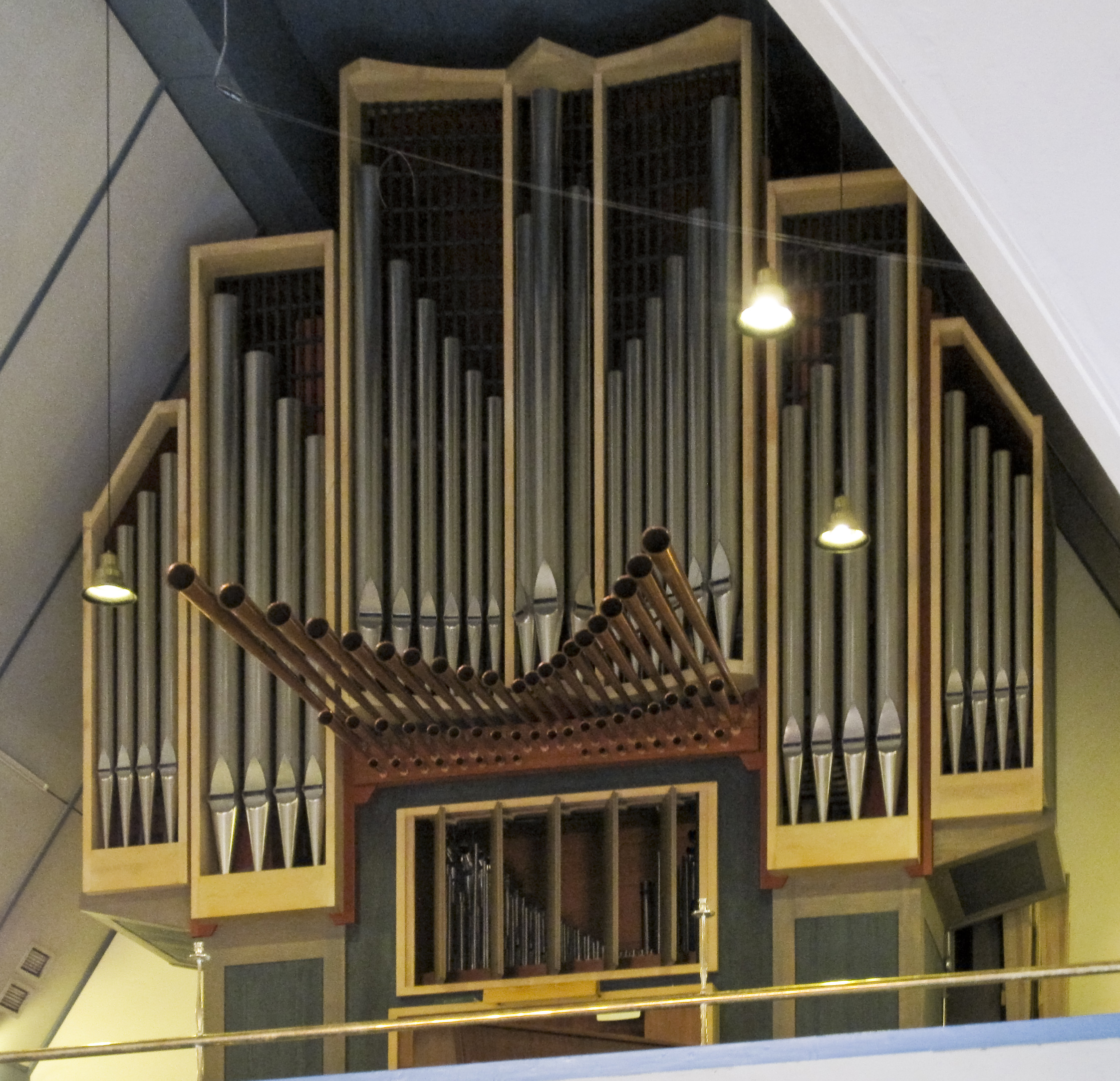
Orgelprospekt

St. Georg ist eine evangelisch-lutherische Kirche in Mariehamn in Finnland.

## Geschichte
Am 4. September 1926 wurde der Grundstein für die Kirche in Mariehamn gelegt, die im Herbst 1927 fertig wurde. Sie ist ein Werk des bekannten Finnischen Architekten Lars Sonck. Er arbeitete mit Bruno Tuukkanen zusammen, der das Innere gestaltete. Die beiden schufen ein in sich geschlossenes Gesamtwerk. Baumeister war Frithjof Lindholm. Sie wurde vermutlich von Seefahrtsrat August Troberg und dessen Ehefrau Johanna gestiftet. Die Kirche wurde später umgebaut und vergrößert und zuletzt 1972 erneuert.

## Ausstattung
Die Gestaltung des Innenraumes der Kirche ist vor allem ein Werk von Bruno Tuukkanen, der die finnische Fahne entworfen hat.
- Die Deckenmalereien sind von alten kirchlichen Symbolen inspiriert. Die Malereien im Seitenschiff stellen das Leben Jesu in 24 Szenen dar.
- Auch die Glasmalereien sind von Tuukkanen. Sie zeigen die Apostel, aber ohne Judas, und die Heilige Familie
- Das Taufbecken von 1934 ist aus schwarzem Granit mit einer Schüssel und einem Deckel aus Silber.
- Das Votivschiff wurde 1972 von Viktor Anderssonin Föglö gebaut.
- Ebenso das Mosaik oberhalb des Altars. Es schildert das Leben Jesu von der Geburt bis zur Kreuzigung und Auferstehung. Das zentrale Motiv ist Jesus, der die Kinder segnet.
- Die Orgel mit 37 Stimmen wurde 1969/1982 von der Orgelwerkstatt Grönlund in Gammelstad gebaut.
- Es gibt drei Glocken. Die größte hat ein Gewicht von 700 kg. Die kleine Glocke war ursprünglich in der Festung Bomarsund und als Kriegsbeute in England. Sie wurde 1925 zurückgegeben.